# إريك بيكر
إريك بيكر (بالإنجليزية: Erick Baker)‏ هو مغن مؤلف وملحن أمريكي، ولد في 12 ديسمبر 1978 في نوكسفيل في الولايات المتحدة.

## وصلات خارجية
- إريك بيكر على موقع ميوزك برينز (الإنجليزية)
- إريك بيكر على موقع أول ميوزيك (الإنجليزية)